# Dingo architecte
Pour plus de détails, voir Fiche technique et Distribution.
Dingo architecte (Home Made Home) est un court métrage d'animation américain des studios Disney américain avec Dingo, sorti en 1951.

## Synopsis
Dingo décide de construire lui-même la maison de ses rêves... Le recours à des ouvriers qualifiés aurait peut-être été une meilleure solution.

## Fiche technique
- Titre original :  Home Made Home
- Titre  français :  Dingo architecte
- Série : Dingo
- Réalisation :  Jack Kinney
- Scénario  : Dick Kinney, Milt Schaffer
- Layout : Al Zinnen
- Décors : Dick Anthony
- Animation : Edwin Aardal, Charles Nichols, John Sibley[1]
- Effets d'animation  : Dan McManus
- Musique : Joseph Dubin
- Production : Walt Disney
- Société  de  production : Walt Disney Productions
- Société de distribution :  RKO Radio Pictures, Buena Vista Pictures
- Format :  Couleur (Technicolor) - 35 mm - 1,37:1 - Son mono (RCA Sound System)
- Durée :  6 min 30 s[1]
- Langue :  Anglais
- Pays de production :  États-Unis
- Date de  sortie :
  - États-Unis : 23 mars 1951[2]

## Voix originales
- Pinto Colvig : Dingo
- John McLeish : le narrateur

## Voix françaises

### 1erdoublage (date inconnue)
Je n'ai reconnu personne pour l'instant.
La petite chanson à la fin est laissée en VO.

### 2edoublage (1990)
- Jacques Ferrière : le narrateur
- Gérard Rinaldi : Dingo

## Titre en  différentes langues
- Finlande : Itserakennettu talo
- Suède : Jan Långbens hemgjorda hem

Source : IMDb

## Sorties DVD
- Les Trésors de Walt  Disney : L'Intégrale de Dingo (1939-1961).